# She Got Me
«She Got Me» (en español: Ella me tiene) es una canción interpretada por el cantante suizo Luca Hänni. Esta canción representó a Suiza en el Festival de la Canción de Eurovisión 2019 en Tel Aviv, Israel.